# Royaume de Tallo
XVe siècle – 1856

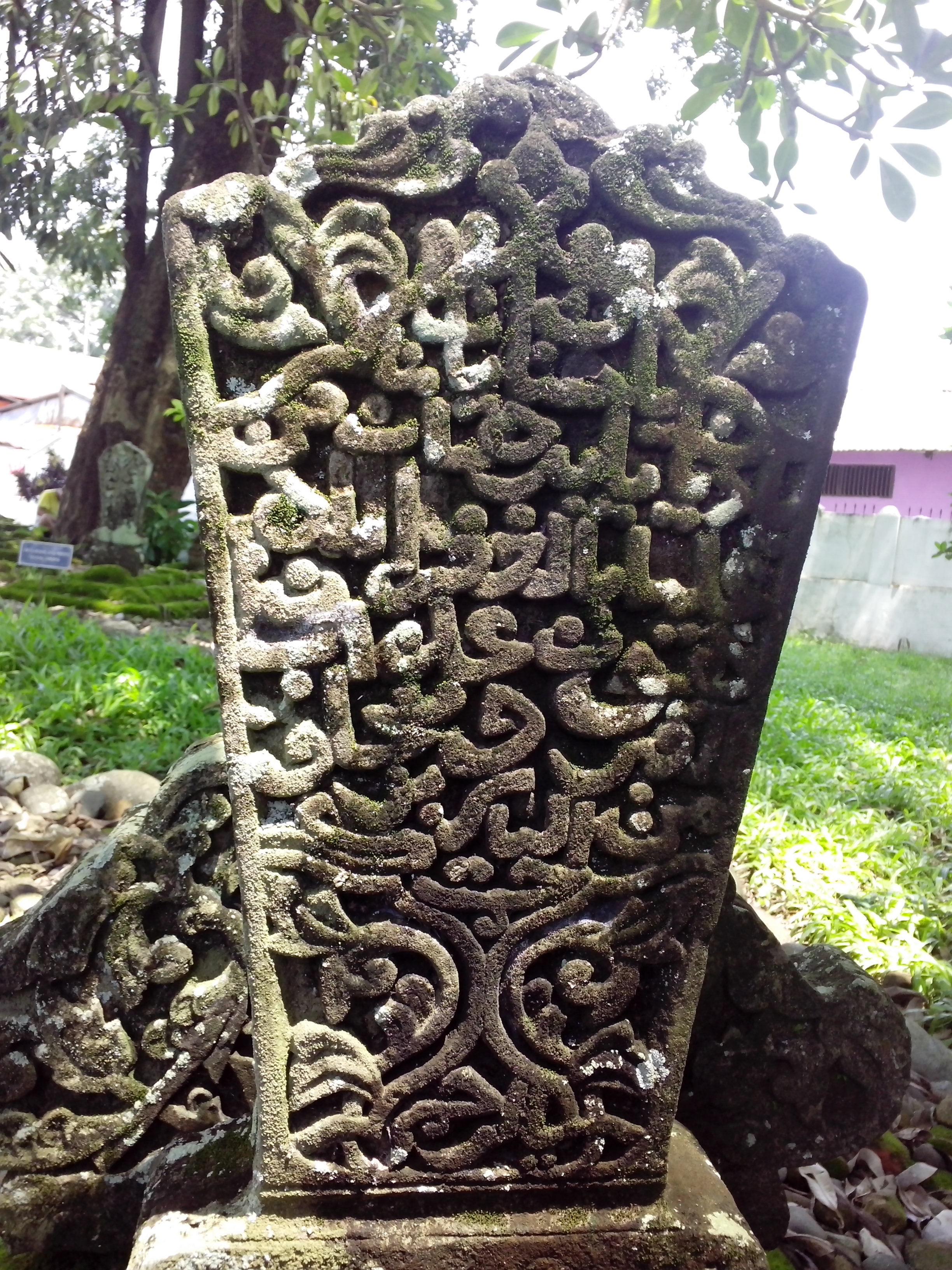
Pierre tombale dans le cimetière des rois de Tallo.

Le royaume de Tallo est du XVe siècle à 1856 l'un des deux royaumes des Makassar dans le sud de Sulawesi. Il formait avec le royaume de Gowa une alliance politique dans laquelle le souverain était de la lignée de Gowa et le premier ministre de celle de Tallo. Avec l'islamisation des deux royaumes au début du XVIIe siècle, ils deviennent généralement connus sous le nom de royaume de Makassar. 

## Histoire
Le royaume de Tallo est fondé au milieu du XVe siècle. À la mort du sixième roi de Gowa, Tunatangka'lopi, son fils aîné Batara Gowa Tuminanga ri Paralakkenna lui succède. Son frère Karaeng Loe ri Sero devient souverain d'une partie du royaume, Tallo. 
Par la suite, les deux royaumes s'affrontent jusqu'à la défaite de Tallo. Sous le règne du dixième roi de Gowa, Tunipalangga Ulaweng, et du quatrième roi de Tallo, Daeng Padulu (vers 1540-1576), un accord est conclu, qu'on appelle "Rua karaeng se're ata" ("deux rois mais un peuple"). Par cet accord, le roi de Gowa est le Sombaya (roi suprême), tandis que le roi de Tallo devint le "porte-parole aveugle" de la communauté formée par les deux royaumes. Depuis lors, Tallo a toujours participé à l’expansion du royaume de Gowa dans sud de Sulawesi et au-delà. L'élite du royaume se convertit à l'islam en 1605 et participe à la diffusion de la nouvelle religion à travers l'archipel indonésien. 
Parmi les rois éminents de Tallo on peut citer Karaeng Matoaya (1593-1623) et son fils Karaeng Pattingalloang (1641-1654), qui étaient des hommes de grande culture et des premiers ministres dignes de confiance, portant le royaume de Makassar à son apogée. Au cours de cette période, le pouvoir des Makassar s'étendait sur la plupart de Sulawesi du Sud, du Kalimantan oriental, de Lombok, de Sumbawa et de certaines parties des Moluques et de Timor. Mais cette expansion ne pouvait qu'entrer en conflit avec les prétentions des Néerlandais de la Compagnie néerlandaise des Indes orientales basée à Java et aux Moluques. À l'époque du roi Harunarrasyid (1654-1673) et du sultan Hasanuddin de Gowa, une guerre éclate contre la VOC alliée à Arung Palakka, un prince de Bone. Makassar est finalement défait en 1667 et perd son empire. Le traité de Bongaya régit les affaires politiques de la région et instaure l'installation des Néerlandais dans le sud de Sulawesi. Harunarrasyid se rend avec sa flotte à Sumbawa, où il meurt en 1673. Au cours des décennies suivantes, plusieurs princes de Tallo mèneront une vie mouvementée sur mer, se tournant souvent vers la piraterie et les raids. Tallo est resté une entité distincte sous la souveraineté néerlandaise jusqu'en 1856, date à laquelle le vingt-troisième et dernier roi, La Makkarumpa Daeng Parani, est contraint d'abdiquer. 
Bien que Tallo soit désormais placé directement sous la souveraineté du gouvernement colonial néerlandais, le territoire garde un sentiment d'identité propre, même après l'indépendance de l'Indonésie. À l'heure actuelle, Karaeng H. Andi Abdul Rauf Maro Daeng Marewa, également connu sous le nom de Karaeng Rewa, est le dirigeant traditionnel de la population.
Aujourd'hui, Tallo est un kecamatan (district) de la ville de Makassar, la capitale provinciale de Sulawesi du Sud.

## Liste des souverains de Tallo
- Karaeng Loe ri Sero (id) 'milieu du XVe siècle
- Tunilabu ri Suriwa (id) (fils) c. 1500
- Tunipasuru (id) '(fils)? -C. 1540/43
- Je Daeng Padulu (fils) 1540 / 43-1576
- Je Sambo (fille) 1576-90
- Tunipasulu (id) '(fils) 1590-1593
- Karaeng Matowaya (en), Abdullah (son oncle) 1593-1623
- Karaeng Kanjilo (de), Muzaffar (fils) 1623-1641
- Karaeng Pattingalloang (frère) 1641-1654
- Harunarrasyid (fils de Karaeng Kanjilo) 1654-1673
- Abdul Qadir Mappajanji (fils) 1673-1709
- Sirajuddin Mappaurangi (fils) 1709-1714
- Najmuddin I Manrabia (fils) 1714-1729
- Sirajuddin Mappaurangi (deuxième fois) 1729-1739
- Safiuddin Karaeng Limpangang (fils) 1739-1760
- Tu Timoka (petit-fils de Najmuddin) 1760-1761
- Abdul Qadir Karaeng Majannang (petit-fils de Karaeng Patingalloang) 1761-67
- Sitti Saleh I (reine de Taeng) 1767-1777
- interregnum 1777-1814
- Sitti Saleh II (fille de Safiuddin) 1814-1824
- Abdul Rauf Karaeng Limbangparang (frère) 1824-1825
- Je Kumala Abdul Kadir (fils) 1825
- La Odanriu Karaeng Katangka (son oncle) 1825-1845
- Aisyah (sœur) 1845-1850
- La Makkarumpa Daeng Parani (petit-fils de La Odanriu) 1850-1856